# Klaus Nast
Klaus Nast (* 12. Juni 1934 in Lörrach; † 19. Februar 2017 in Staufen) war ein deutscher Bergbauingenieur.

## Leben
Nast studierte Bergbau an der Technischen Hochschule Aachen, anschließend war er beim Oberbergamt Bonn tätig. Es folgten Tätigkeiten in Nordrhein-Westfalen und Baden-Württemberg, wo er im Wirtschaftsministerium die Fachaufsicht des Bergamts übernahm. Das Bergamt Baden-Württemberg wurde 1968 als Landesoberbehörde gegründet, ab 1973 erhielt es den Namen Landesbergamt Baden-Württemberg und hatte seinen Sitz in Freiburg.
1979 wurde ihm die Leitung des Landesbergamts übertragen, die er als leitender Bergdirektor bis zu seiner Pensionierung 1998 innehatte.  1998 wurde durch Zusammenlegung des Landesbergamtes und des Geologischen Landesamtes das Landesamt für Geologie, Rohstoffe und Bergbau (LGRB) mit Sitz in Freiburg gegründet.
Die Pflege bergmännischen Brauchtums und Öffentlichkeitsarbeit waren ihm besonders wichtig, er initiierte die Bergmannstage 1988 in Todtnau, 1995 in Heilbronn und den Bergmannstag 1971 in Aalen. Nast war außerdem auch in Bergmannsvereinen und bergmännischen Musikvereinen tätig.
Nast wurde 1998 das Bundesverdienstkreuz am Bande verliehen.

## Werke
- Klaus Nast: Vom Bergregal zum Umweltschutz – 600 Jahre Bergbehörde. In: Baden-Württemberg als Bergbauland, S. 21–25.